# Кирсинский завод
Ки́рсинский чугуноплави́льный и железоде́лательный заво́д — один из старейших металлургических заводов Вятского края, основанный в 1729 году в Глазовском уезде на реке Кирса около впадения в Вятку. В разное время входил в состав Кирсинско-Песковского (Вятского) и Омутнинского горных округов.

## История

### XVIII век
Строительство завода на берегу реки Кирсы, в 130 верстах к северу от Глазова, началось по указу Сибирского обер-бергамта от 4 марта 1729 года. Организаторами стройки выступил великоустюжский купец Г. М. Вяземский с сыном Карпом. Строительство плотины велось с мая 1729 года по сентябрь 1730 года под руководством мастера Ягошихинского завода Е. Крылосова. В этот же период строилась молотовая фабрика с одним кричным молотом и небольшая доменная печь, предназначавшаяся для производства металла на строительство полноценной домны. Завод не имел приписных крестьян. Для заготовки и транспортировки сырья нанимались от 290 до 355 вольнонаёмных рабочих. В 1731 году из-за весеннего паводка заводская плотина была размыта. Домна возобновила работу только в 1733 году с частыми остановками из-за сбоев в обеспечении рудой и топливом. До 1737 года завод сбывал продукцию на местном рынке.
До 1737 года на заводе работала небольшая домна и один молот. Годовая производительность достигала 12 тыс. пудов чугуна и 500 — 10 000 пудов железа. В 1737 году Вяземские учредили компанию с привлечением великоустюжского купца Я. П. Курочкина с сыновьями. После привлечения дополнительных средств владельцы начали расширять завод. В 1738 году была построена новая домна, выплавка чугуна увеличилась в 3—4 раза, география сбыта расширилась. Готовая продукция по Вятке отправлялась для продажи в приволжских городах и частично в Архангельск. В этот же период Курочкины пытались стать единоличными владельцами завода. В 1750 году вдова Г. М. Вяземского продала принадлежащую ей половину завода Курочкиным и великоустюжскому купцу А. Юринскому.
В 1750 году на заводе работали 1 домна и 5 молотов, было произведено 37,8 тыс. пудов чугуна и 24,1 тыс. пудов железа. Мощностей молотовой фабрики не хватало для передела всего выплавляемого чугуна. Для увеличения молотовых мощностей новые заводовладельцы в 1757 году построили Кажимский передельный завод. В 1760 году было произведено 33 тыс. пудов чугуна и 16,9 тыс. пудов железа, в 1770 году — 60 тыс. пудов чугуна (совместно с Нючпасским заводов) и 40 тыс. пудов железа, в 1780 году — 26,8 тыс. пудов чугуна и 28 тыс. пудов железа, в 1781 году — 23,16 тыс. пудов чугуна. В 1787 году было выплавлено 20,4 тыс. пудов чугуна. В 1788 году домна была демонтирована и перенесена на Песковский завод, находившийся в 36 верстах и ставший поставщиком чугуна для Кирсинского завода. В 1790 году было произведено 45,8 тыс. пудов железа.

### XIX век
В первой половине XIX века завод несколько раз менял владельцев. В 1800 году было произведено 47,8 тыс. пудов железа. В 1806 году на заводе трудились 400 вольнонаёмных рабочих и 46 крепостных. В 1817 году в 3 верстах от Кирскинского завода была построена вспомогательная Нижне-Троицкая кричная фабрика. В 1841 году завод работал 200 рабочих дней. В составе завода функционировали 3 кричных фабрики с 8 кричными горнами на два огня каждый и 11 кричными молотами. Каждая фабрика была оборудована 1 воздуходувной машиной с приводом от водяных колёс. В этом же году завод переработал 96,9 тыс. пудов чугуна и произвёл 61 тыс. пудов железа.
11 июля 1858 завод А. И. Маликов за долги продал Кирсинский завод Д. Е. Бенардаки, который занимался реконструкцией завода и поиском новых рынков сбыта. В 1850-х годах на заводе изготавливали тяжеловесную болванку для Ижорского завода. В 1859 году было произведено около 40,5 тыс. пудов готового железа, в том числе 0,7 тыс. пудов кричного, 20,3 тыс. пудов полосового, 17 тыс. пудов листового котельного, 2,2 тыс. пудов круглого прокатного, 0,3 тыс. пудов якорей. В 1860 году было освоено пудлингование, было произведено 40,5 тыс. пудов пудлинговой болванки и 29,1 тыс. пудов готового железа. В 1861 году было произведено 7,9 тыс. пудов готового железа. Высокие цены на готовую продукцию делали изделия Кирсинского завода неконкурентоспособными, что приводило к сокращению продаж и объёмов производства. Высокая себестоимость кричного железа была вызвана в том числе удорожанием древесного угля из-за пожаров в 1850—55 годах, уничтоживших около трети заводской дачи (площадь лесов 314 тыс. десятин в 1843 году сократилась до 222,5 тыс. десятин в 1859 году).
Отмена крепостного права в 1861 году привела к увеличению затрат на оплату труда. В 1863 году на заводе функционировали 5 пудлинговых, 8 сварочных и 4 калильных печи, 4 кричных горна на 8 огней, а также 1 отражательная печь для переработки чугуна. Работа оборудования обеспечивалась 22 водяными колёсами общей мощностью в 650 л. с. На основных работах было занято 160 человек, на вспомогательных — 541 человек. В 1862 году штат завода сократился до 220 человек. В 1862 году было произведено 79,9 тыс. пудов готового железа, в 1863 году — 129,4 тыс. пудов. Также расширялся ассортимент выпускаемой продукции. В 1863 году из пудлинговой болванки было произведено 10,5 тыс. пудов листового кровельного, 2,6 тыс. пудов листового парсового, 17,0 тыс. пудов шинного, 15,2 тыс. пудов квадратного, 18,1 тыс. пудов круглого, 14,6 тыс. пудов полосового железа. Из кричной болванки было произведено 20,0 тыс. пудов листового кровельного, 6,3 тыс. пудов листового парсового, 5,7 тыс. пудов шинного, 0,4 тыс. пудов обручного, 3,2 тыс. пудов резного, 2,8 тыс. пудов квадратного, 2,2 тыс. пудов круглого, 1,3 тыс. пудов лафетного, 4,8 тыс. пудов полосового железа. В 1875 году было произведено 2,5 тыс. пудов чугунных изделий, которые сбывались на местном рынке и на Нижегородской ярмарке. За период с 1859 по 1862 год через близлежащую пристань на Вятке с завода ежегодно отгружалось 30,3 тыс. пудов чугуна и железа на сумму 24,7 тыс. рублей.
2 июля 1865 года Кирсинский завод за долги Д. Е. Бенардаки был взят под казённое управление. В мае 1865 года завод был остановлен и вернулся в строй только 21 января 1866 года. В 1869 году на заводе было произведено 68,4 тыс. пудов готового железа, в 1873 году — 104,7 тыс. пудов. В 1877 году была построена литейная мастерская, установлен листокатальный стан и ножницы.
В 1879 году владельцем Кирсинского завода стал Н. П. Пастухов, под эгидой которого проводилась модернизации предприятия. В 1880 году на заводе работали 6 пудлинговых и 4 сварочных печи, 5 кричных горнов и отражательная печь. В 1880 году было произведено 9,5 тыс. пудов чугунных изделий, в 1885 году — 8,3 тыс. пудов, в 1890 году — 10,4 тыс. пудов. В 1883 году было запущено листокатальное производство. В 1885 году парк оборудования завода включал в себя 5 кричных горнов, 5 пудлинговых, 4 сварочных и 5 калильных печей, 1 паровой и 12 вододействующих молотов, 5 прокатных станов, 1 отражательную печь и 4 кузнечных горна. Чугун поставлялся с Песковского завода.
В начале 1890-х годов на заводе функционировали 3 молота разного усилия, 3 прокатных стана и 5 сварочных печей. На основных работах было занято 820 человек, на вспомогательных — 670 человек. В 1897 году было произведено 386,6 тыс. пудов полуфабрикатов и 233,4 тыс. пудов готового железа разных сортов. В 1898 году было построено каменное здание кузницы, запущена печь для отливки медных изделий, в 1899 году была сооружена новая плотина.
В 1885—96 годах на Вятских заводах, в том числе Кирсинском, работал горный инженер, будущий академик, М. А. Павлов.

### XX век
Экономический кризис начала XX века и последующая депрессия вызвали падение объёмов производства. В 1901 году на заводе было произведено 111,5 тыс. пудов полуфабрикатов, 87,3 тыс. сортового железа, 24,1 тыс. кровельного железа; в 1902 году — 98,5 тыс. полуфабрикатов, 87,4 тыс. сортового металла, 11 тыс. кровельного железа; в 1903 году — 116,4 тыс. полуфабрикатов, 86,1 тыс. сортового металла, 30,2 тыс. пудов листового кровельного железа. Продолжалось внедрение нового оборудования. В 1900—1905 годах на заводе действовали 7 пудлинговых печей, 5 сварочных и 4 калильных печи, 1 паровой и 6 вододействующих молотов, 5 прокатных станов, 1 отражательная печь, 10 кузнечных и якорных горнов. В 1900 году было произведено 5,4 тыс. пудов чугунного литья и 3,2 тыс. пудов железных изделий, в 1905 году — 9,3 тыс. пудов литья и 2,4 тыс. железных изделий. Энергетическое хозяйство состояло из 6 вододействующих колёс в 81 л. с., 8 турбин в 346 л. с., 1 паровой машины в 25 л. с. и локомобиля в 50 л. с. В 1910 году энергетическое хозяйство состояло из 5 вододействующих колёс в 56 л. с., 9 турбин в 356 л. с., 3 паровых машин в 133 л. с. и локомобиля в 80 л. с. В 1905 году на основных работах было занято 477 человек, на вспомогательных — 1168 человек, в 1910 году — 395 и 1000 человек соответственно.
В 1912—13 годах на заводе построена мартеновская печь. В 1913 году было выплавлено 79,3 тыс. пудов стали, из которой произведено 15,0 тыс. пудов готового металла. Всего было произведено 150 тыс. пудов железа и 16,5 тыс. пудов чугунных отливок. В качестве топлива завода по-прежнему использовались дрова в объёме 10 тыс. куб. саженей в год. Штат завода в этот период состоял из 850 рабочих.
В 1913 году завод стал собственностью акционерного общества Северных заводов наследников Николая Пастухова, преобразованное в 1915 году в акционерное общество Северных заводов. В годы Первой мировой войны завод значительно увеличил производство. В 1915 году было произведено 364,8 тыс. пудов железа.
В марте 1918 года завод был национализирован и вскоре остановлен из-за отсутствия чугуна и оборотных средств. После Гражданской войны завод возобновил работу и до 1927 года производил сортовое и кровельное железо. В 1920-е годы завод находился в упадке, вызванном устаревшими технологиями и отсутствием подъездных путей. С 1927 по 1931 года завод находился на консервации.
Строительство железной дороги Яр — Фосфоритная обеспечило транспортную связь Кирсинского завода с Омутнинским и Песковским заводами и центральными районами страны. Благодаря этому, в октябре 1931 года Кирсинский завод вернулся в строй.
В годы второй пятилетки завод освоил производство углеродистой качественной стали, которую завод выпускал до 1942 году. В 1939—1940 годах Кирсинский завод был реконструирован под выпуск листы из магниевых сплавов и слитков дюралюминия. В годы Великой Отечественной войны завод поставлял продукцию на авиационные и танковые заводы. В конце 1945 года завод был перепрофилирован на выпуск кабельной продукции из меди и алюминия. Прокатные станы «600» и «280» были переоборудованы в проволочно-прокатный стан «280». С 1962 года завод также стал выпускать кабельную продукцию в оболочке.
В настоящее на базе Кирскинского завода действует ОАО «Кирскабель».

## Галерея

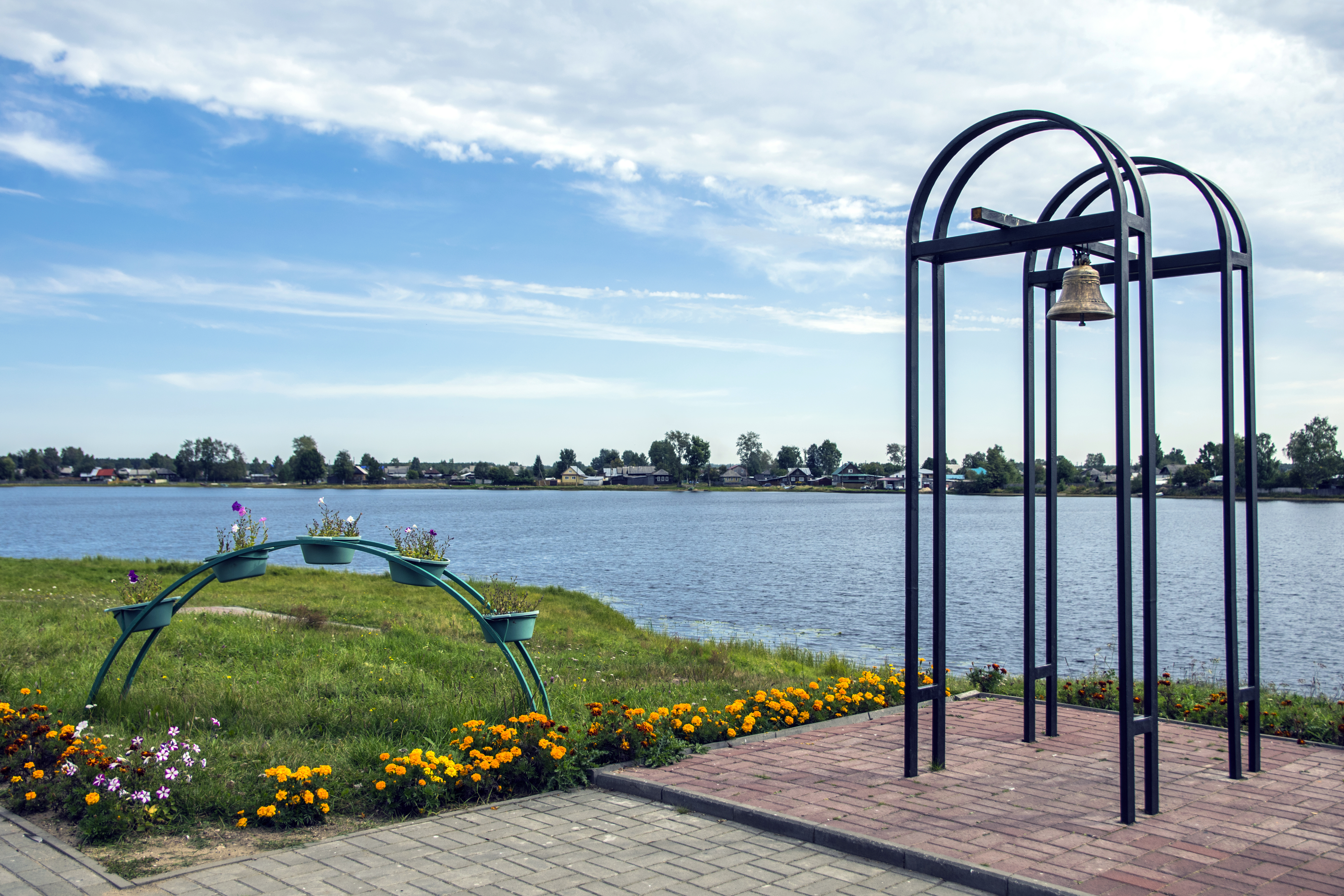
Большой Кирсинский пруд
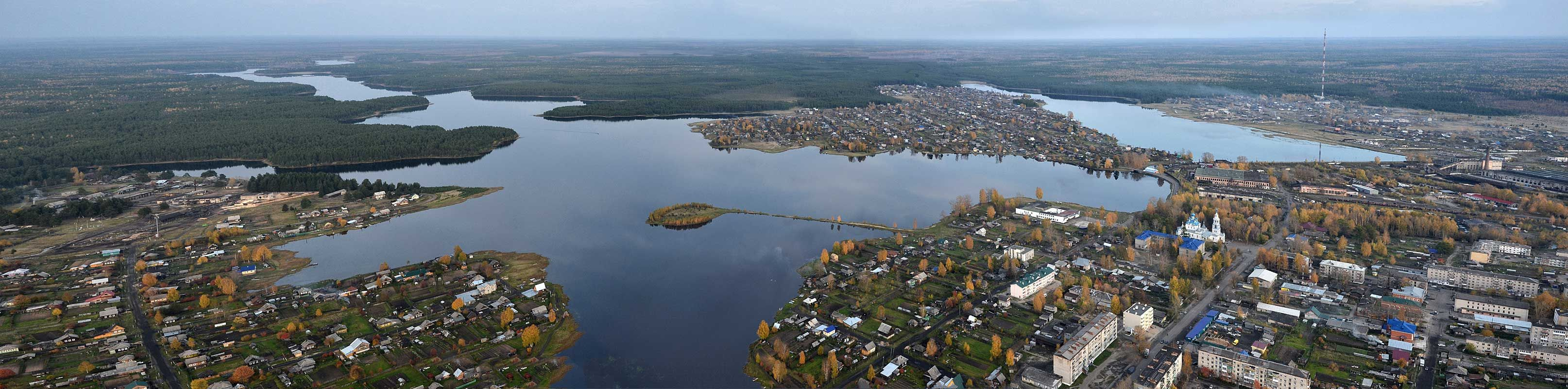
Город Кирс и Кирсинские пруды
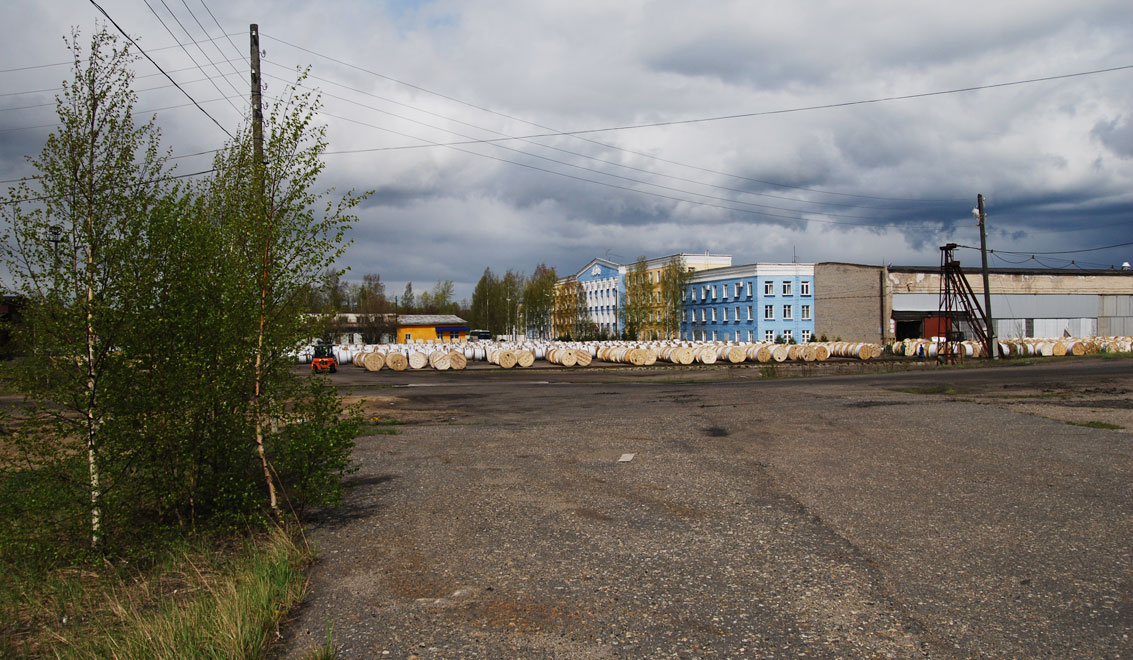
Территория завода «Кирскабель»